# گریس ون دین
گریس ون داین (انگلیسی: Grace Van Dien؛ زاده ۱۵ اکتبر ۱۹۹۶) یک هنرپیشه اهل ایالات متحده آمریکا است. به خاطر بازی بروک آزموند در سریال درام نوجوانان نتفلیکس آکادمی گرین‌هاوس شناخته شده است.